# Municipio de Pine Creek (Illinois)
El municipio de Pine Creek (en inglés: Pine Creek Township) es un municipio ubicado en el condado de Ogle en el estado estadounidense de Illinois. En el año 2010 tenía una población de 758 habitantes y una densidad poblacional de 7,37 personas por km².

## Geografía
El municipio de Pine Creek se encuentra ubicado en las coordenadas 41°58′43″N 89°27′18″O / 41.97861, -89.45500. Según la Oficina del Censo de los Estados Unidos, el municipio tiene una superficie total de 102.85 km², de la cual 102,83 km² corresponden a tierra firme y (0,02 %) 0,02 km² es agua.

## Demografía
Según el censo de 2010, había 758 personas residiendo en el municipio de Pine Creek. La densidad de población era de 7,37 hab./km². De los 758 habitantes, el municipio de Pine Creek estaba compuesto por el 97,1 % blancos, el 0,53 % eran afroamericanos, el 0,13 % eran amerindios, el 0,53 % eran de otras razas y el 1,72 % eran de una mezcla de razas. Del total de la población el 3,3 % eran hispanos o latinos de cualquier raza.